# Ernst Karlberg
Ernst Wilhelm Ludvig Karlberg (Stoccolma, 12 ottobre 1901 – Spånga, 20 marzo 1987) è stato un hockeista su ghiaccio svedese.

## Palmarès

### Olimpiadi invernali
- Argento a Sankt Moritz 1928 nell'hockey su ghiaccio.